# Аветрана
Аветрана (итал. Avetrana) је насеље у Италији у округу Таранто, региону Апулија.
Према процени из 2011. у насељу је живело 6797 становника. Насеље се налази на надморској висини од 58 м.

## Становништво
Према резултатима пописа становништва 2011. у општини је живело 7.024 становника.
| 1931. | 1936. | 1951. | 1961. | 1971. | 1981. | 1991. | 2001. | 2011. |
| ----- | ----- | ----- | ----- | ----- | ----- | ----- | ----- | ----- |
| 3.270 | 3.662 | 5.120 | 5.957 | 6.088 | 7.772 | 8.442 | 7.303 | 7.024 |

## Партнерски градови
- Маратеа